# ناشيا شيخ
ناشيا شيخ أو ناشيا سيخ (بالبنغالية: নইস্য শেখ) هم مجتمع مسلم يوجد في الأجزاء الشمالية من ولاية البنغال الغربية في الهند. إنهم متشابهون ثقافيًا ولغويًا مع كل من سكان شمال بنغلاديش وجولبارا في ولاية آسام. يوجد عدد قليل من المجتمع أيضًا في ولاية بيهار المجاورة، حيث يُعرفون بالبنغالي شيخ. يُعرفون بشكل أكثر شيوعًا باسم مسلمو راجبونغشي. تعتبر ناشيا مجموعة أصلية مهمة نشأت في شمال غرب البنغال. إنهم متجانسون مع شعب كوش راجبونغشي وهم ثنائيو اللغة يتحدثون كل من اللغة البنغالية ولغة كاماتابوري.